# Jēkabpils
Jēkabpils (Nederlands, verouderd: Jacobstad; Duits: Jakobstadt) is een stad in Letland. Het stadsgewest Jēkabpils is met 21.418 inwoners (2022) de achtste stad van het land. De stad ligt sinds 1962, toen het met Krustpils werd samengevoegd, aan weerszijden van de Westelijke Dvina. Jēkabpils is het centrum van de landstreek Selië en sinds medio 2021 de hoofdplaats van de uitgestrekte fusiegemeente Jēkabpils novads.

## Geschiedenis

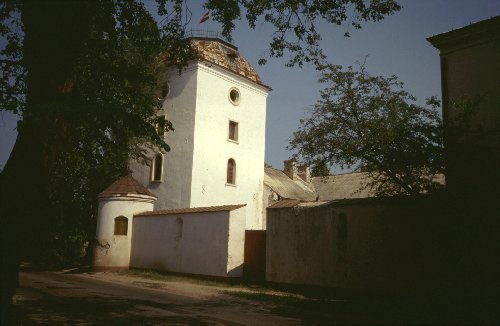
De Kreutzburg

Jēkabpils bestaat uit twee historische kernen: het eigenlijke Jēkabpils op de linkeroever van de Westelijke Dvina en Krustpils op de rechter. Krustpils is de oudste nederzetting: ze ontstond rond een burcht van de Orde van de Zwaardbroeders, die hier in 1237 werd gebouwd. Tegenover deze Kreutzburg ontstond in de 17de eeuw een nederzetting van Russische Oudgelovigen, die snel groeide en in 1670 stadsrechten kreeg van de Koerlandse hertog Jacob Kettler. De stad droeg voortaan zijn naam.
In 1861 kreeg Jēkabpils aansluiting op de spoorlijn tussen Riga en Daugavpils en vestigden zich er industrieën. Ook Krustpils kreeg in 1920 stadsrechten. In 1936 werd de eerste brug tussen Jēkabpils en Krustpils gebouwd, die in de Tweede Wereldoorlog alweer werd verwoest. De nieuwe brug kwam in 1962 tot stand, het jaar waarin beide plaatsen werden samengevoegd.

## Werelderfgoed
De Geodetische boog van Struve (UNESCO-werelderfgoed) loopt door Jēkabpils. Het meetpunt is een steen in een park dat de naam van de astronoom draagt.